# Monniotus papillosus
Monniotus papillosus är en sjöpungsart som beskrevs av Monniot 200. Monniotus papillosus ingår i släktet Monniotus och familjen Protopolyclinidae. Inga underarter finns listade i Catalogue of Life.